# Diepvriezen

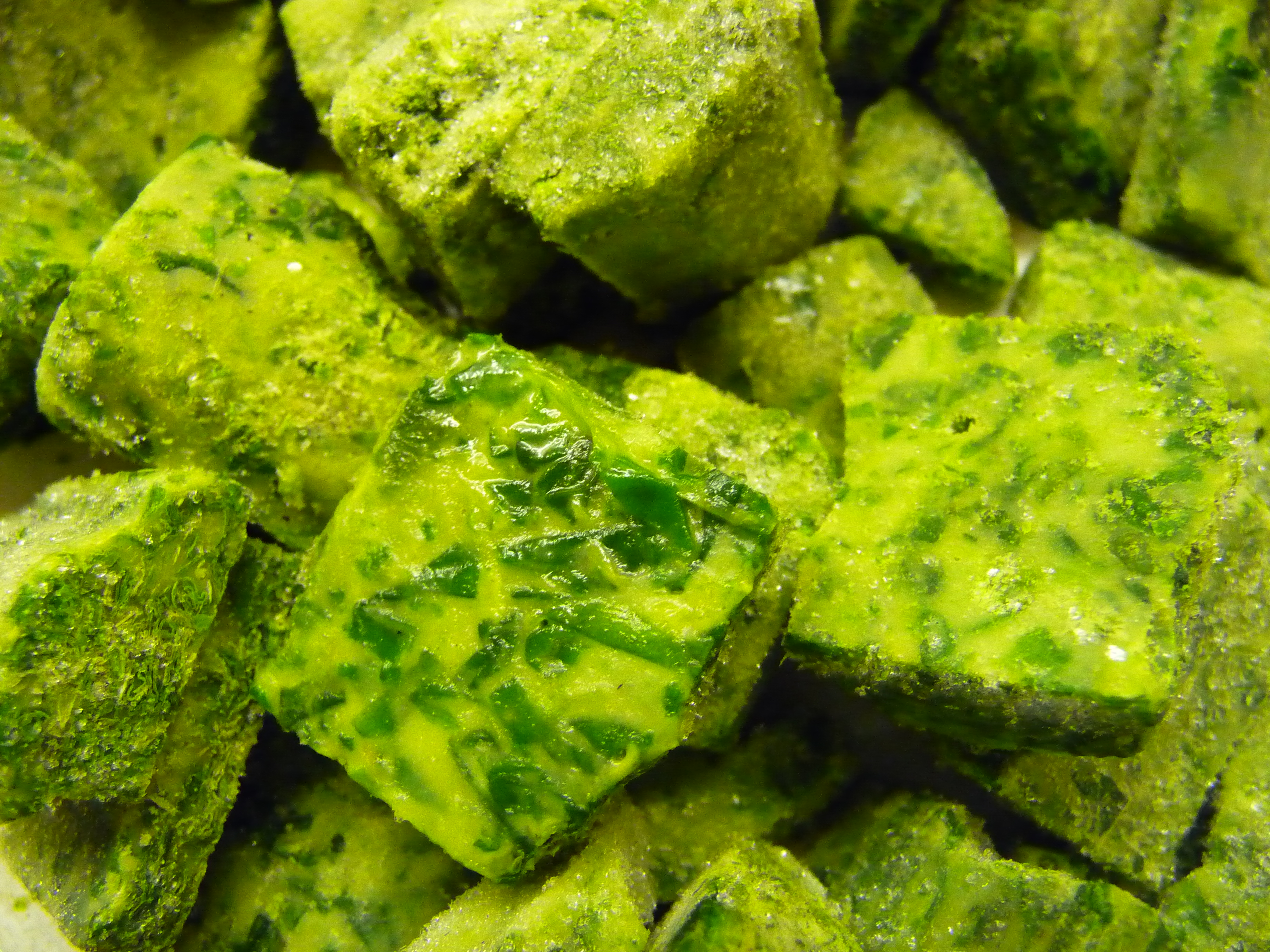
Diepgevroren spinazie

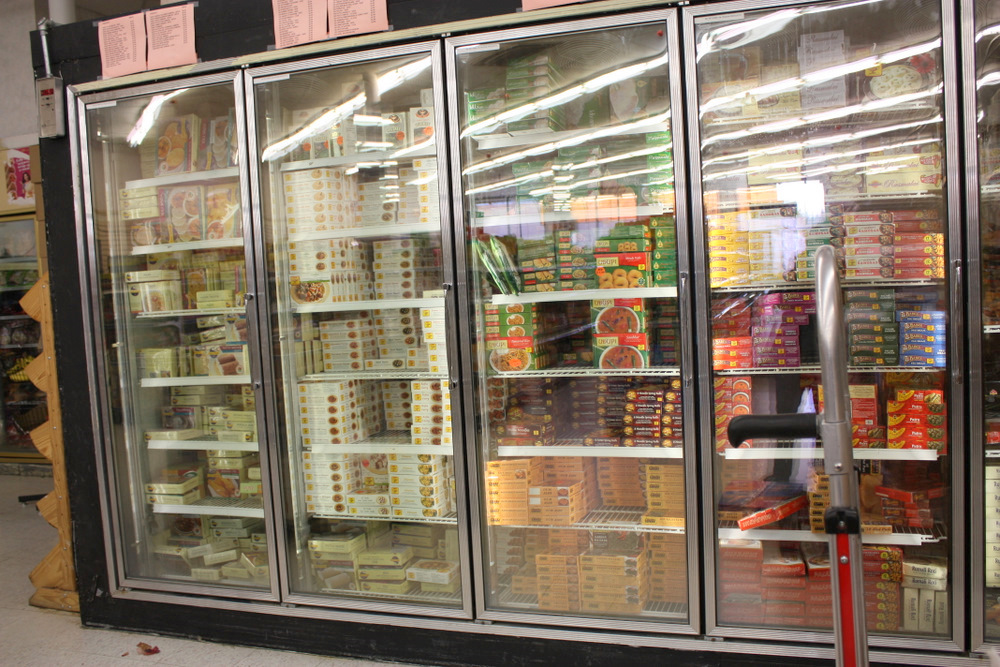
Diepgevroren voedingsmiddelen in een winkel

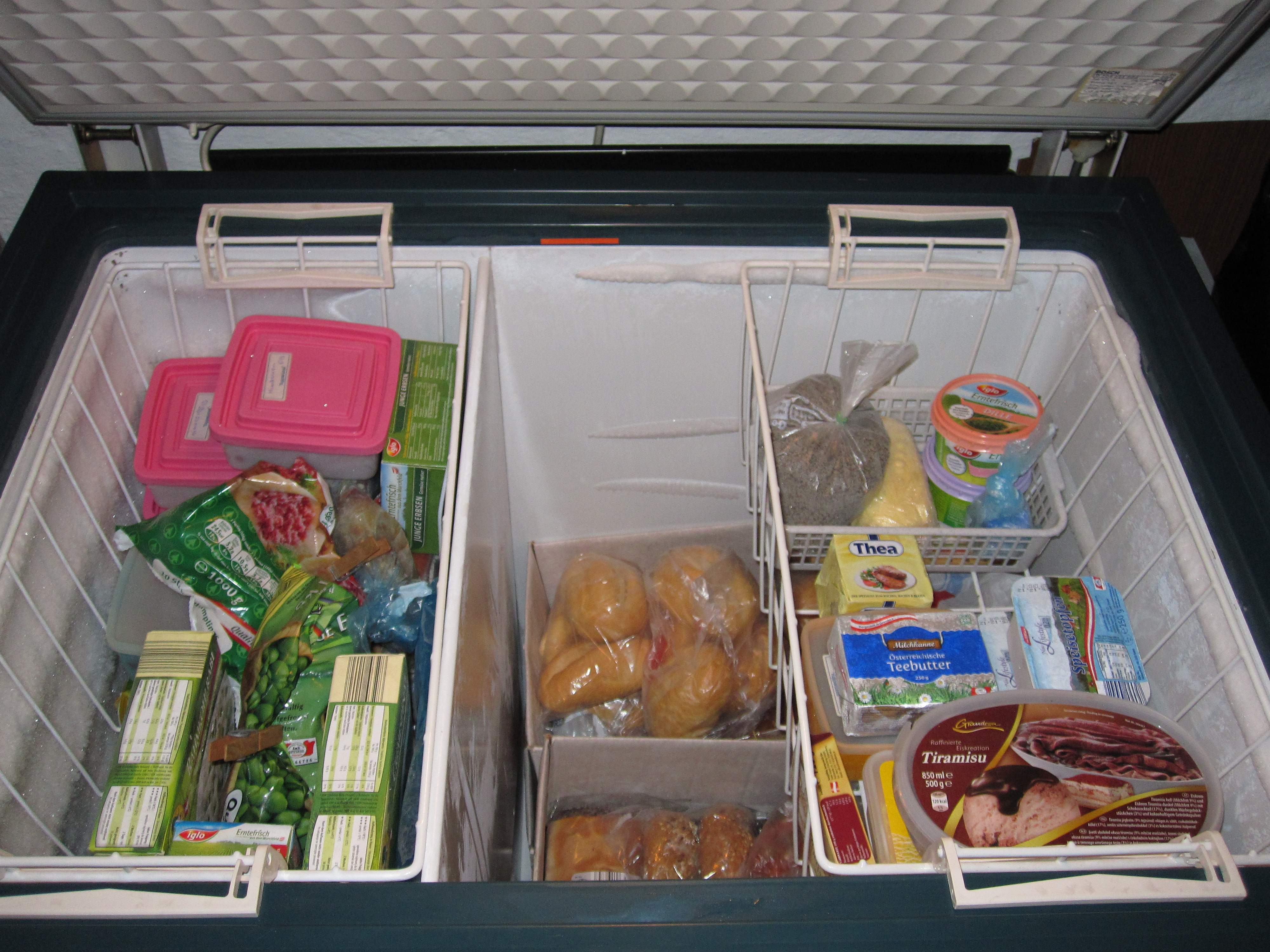
Diepgevroren voedingsmiddelen in een diepvriezer voor thuisgebruik

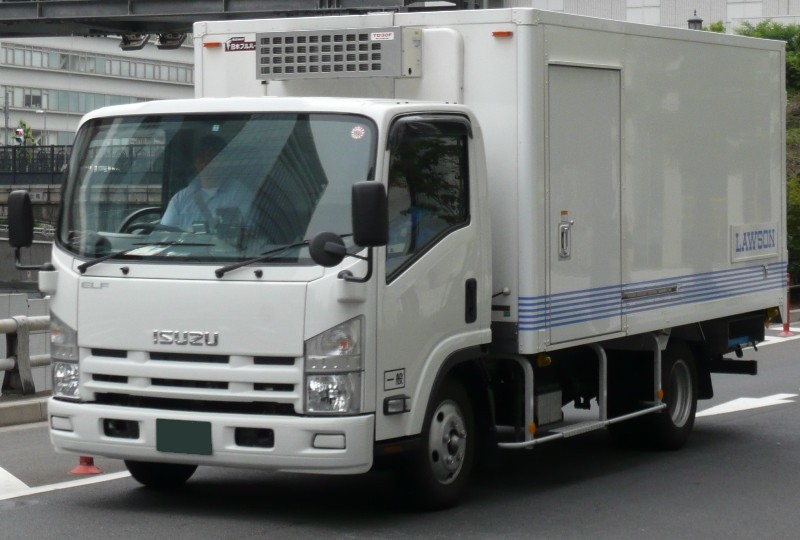
Vrachtwagen voor koeltransport

Het diepvriezen van voedingsmiddelen is een methode om ze te conserveren.

## Werkingsmechanisme van diepvriezen
Voedingsmiddelen kunnen bederven door de inwerking van micro-organismen zoals bacteriën en schimmels. Deze organismen kunnen alleen leven in de omgeving van vloeibaar water. Door voedingsmiddelen snel af te koelen tot temperaturen beneden -18 °C, ontstaat een omgeving waarin de meeste micro-organismen niet kunnen leven. Bij dergelijke lage temperaturen werken enzymen die in de voedingsmiddelen aanwezig zijn, vrijwel niet; daardoor zal het voedingsmiddel niet bederven. Sommige chemische reacties gaan echter wel langzaam door, zodat er uiteindelijk toch een achteruitgang van het product optreedt. Voor het zeer langdurig bewaren van voedingsmiddelen zijn daarom nog lagere temperaturen of extra conserveermethoden nodig.
Tijdens het proces van invriezen vormen zich in het voedingsmiddel ijskristallen, die het materiaal kunnen beschadigen, waardoor het voedingsmiddel er na ontdooien minder aantrekkelijk uitziet en vaak een minder goede structuur heeft dan voor het invriezen. Bij snelkoeling wordt het voedingsmiddel zeer snel ingevroren, waardoor er zich geen grote ijskristallen kunnen vormen, en de structuur beter blijft. Een nadeel daarvan is dat er veel meer energie nodig is.

## Geschiedenis
Sinds prehistorische tijden wordt de techniek van het koelen en diepvriezen gebruikt in gebieden met een koud winterklimaat, door voedingsmiddelen in de winter te bewaren in onverwarmde ruimten.
Al voor het begin van de Christelijke jaartelling werden speciale ijskelders gebruikt om ijsblokken die in de winter uit vijvers en meren werden gezaagd, gedurende de zomer op te slaan en die kelder zodoende gekoeld te houden voor opslag van levensmiddelen.
In 1885 werd een aantal kippen en ganzen van Rusland naar Londen verscheept in geïsoleerde dozen. Dit is het eerste beschreven succesvolle koeltransport over grote afstand. In 1899 vervoerde een Brits voedselimportbedrijf, "Baerselman Bros", in de koude wintermaanden wekelijks 200.000 ganzen en kippen van drie Russische plaatsen naar Londen, en van daaruit naar vele andere Britse steden.
Pas in de eerste helft van de 20e eeuw werd het mogelijk om kunstmatig te koelen en deden het koelhuis en iets later de koelkast en de diepvriezer hun intrede. Tevens werden toen kunstmatig gekoelde transporten mogelijk.

## Voordelen
- Zeer veel voedingsmiddelen kunnen diepgevroren worden geconserveerd. Alleen zullen sommige kwetsbare voedingsmiddelen zoals sommige groenten en fruit door ijskristalvorming beschadigd kunnen raken en slap en lelijk worden na ontdooien.
- Voedingsstoffen, vitamines en smaak blijven vrij goed bewaard, in verhouding tot andere conserveringsmethoden zoals pasteuriseren, inleggen, roken en drogen.
- De methode is eenvoudig voor iedereen toe te passen, doordat diepvriezers in de meeste huishoudens aanwezig zijn.
- Sommige voedingsmiddelen smaken beter nadat ze eens diepgevroren geweest zijn. De bekendste hieronder zijn koolsoorten.
- Diepvriezen doodt de eventueel in de voedingsmiddelen aanwezige insecten en doorgaans is bij diepgevroren voedsel de kans op vraat door knaagdieren ook verwaarloosbaar klein.

## Nadelen
- Diepvriezen kost veel energie, zeker omdat het koelen gedurende de gehele bewaarperiode moet worden voortgezet.
- In tegenstelling tot andere thermische conserveringstechnieken zoals steriliseren worden micro-organismen niet (allemaal) gedood; ze worden alleen inactief gemaakt. Zodra het voedingsmiddel ontdooid is, zullen micro-organismen weer actief kunnen worden. Doordat water bij het invriezen uitzet, barsten de eventueel eromheen aanwezige celwanden. Zodra het voedsel bevroren is, is de toestand stabiel en zolang het maar ingevroren blijft, blijft het goed. Zodra het wordt ontdooid, kan het voedsel echter sneller bederven dan het vóór invriezen zou doen, doordat het eerst nog beperkte aantal bacteriën zich door het barsten van de celwanden veel sneller door de inmiddels homogene massa kan verspreiden en in aantal toenemen. Daarom dienen eenmaal ontdooide etenswaren snel opgegeten te worden en niet meer opnieuw te worden ingevroren. Tijdens het invriezen en latere ontdooien gaat de bacteriegroei weer verder.
- Transport en distributie van diepgevroren voedingsmiddelen is relatief omslachtig en duur, omdat er ook tijdens het transport gekoeld moet blijven worden.